# Conacul Pommer
Conacul lui Andrei Pommer, oficial – Conacul cu parc dendrologic al lui Andrei I. Pommer este un monument de arhitectură de importanță națională din satul Țaul, raionul Dondușeni (Republica Moldova), construit la începutul secolului al XX-lea. 

## Istoric
Conacul a fost construit pe terenurile din partea de sud ale satului, cumpărate de bancherul Andrei Pommer (1851–1912) de la micii proprietari. În perioada 1901–12 au fost finalizate toate acareturile și sădit cel mai mare parc din Basarabia țaristă. A rămas neterminată clădirea principală, numită și palatul. 
Până la 1945, moștenitorii bancherului nu au intervenit în interiorul conacului. La începutul anilor 1960 au fost construite spații de locuit și de studii pentru Tehnicumul agricol (actualmente Colegiul agricol). A suferit intervenții și clădirea conacului, iar acareturile inițiale și alte elemente arhitecturale din parc au fost demolate. Totuși, complexul de la Țaul este cel mai bine păstrat dintre conacele de la începutul sec. al XX-lea. În 1980 aici începe să activeze un sanatoriu care trata bolile reumatice și ale aparatului locomotor, care în prezent și-a sistat activitatea.

### Restaurarea
În anul 2013, conacul și parcul adiacent au trecut în gestiunea administrației publice locale, iar în luna iulie a aceluiași a început proiectul de renovare. 
Proiectul este finanțat din Fondul Național pentru Dezvoltare Regională, valoarea totală a proiectului cifrându-se la peste 23,8 de milioane de lei. În același an, pentru implementarea primei etape a proiectului, au fost alocate circa 5,5 de milioane de lei, bani valorificați pentru construcția a 0.293 km de gard din metal, 2.807 km de gard din plasă metalică, renovarea a 0.387 km de gard istoric și a porții centrale a Parcului Țaul. Pentru implementarea celei de-a doua etape (2014–), Consiliul Național de Coordonare a Dezvoltării Regionale a alocat 9 milioane de lei pentru efectuarea lucrărilor de amenajare a drumului de acces pentru automobile (cu parcare și iluminare), renovarea clădirii administrative, a Conacului Pommer și a casei-muzeu, edificiu ce va găzdui expoziții despre viața boierului Pommer, istoria parcului și a satului.
Obiectivul general al proiectului este reabilitarea infrastructurii zonei turistice Țaul, care se află în centrul Regiunii de Dezvoltare Nord și poate uni două trasee, conectând astfel regiunea la circuitul turistic național și internațional.

## Parcul
Parcul inițial avea 46 ha și a fost amenajat de arhitectul-peisagist rus Ipolit Vladislavski-Padalko. Numai rețeaua de drumuri interioare cuprindea 15 km. Parcul reprezinta una dintre cele mai reușite lucrări ale peisagistului rus, fapt apreciat de societatea înaltă de atunci. 
Colecția dendrologica reprezintă circa 150 de specii de arbori, arbuști și liane, dintre care peste 100 de forme sunt exotice. O mare parte din parc a rămas în patrimoniul Colegiului agricol, care se află în subordinea Ministerului Agriculturii. În 2003 toată suprafața parcului a fost transmisă Sanatoriului preventoriu de bază „Constructorul” aflat în gestiunea Ministerului Mediului.  

## Galerie de imagini

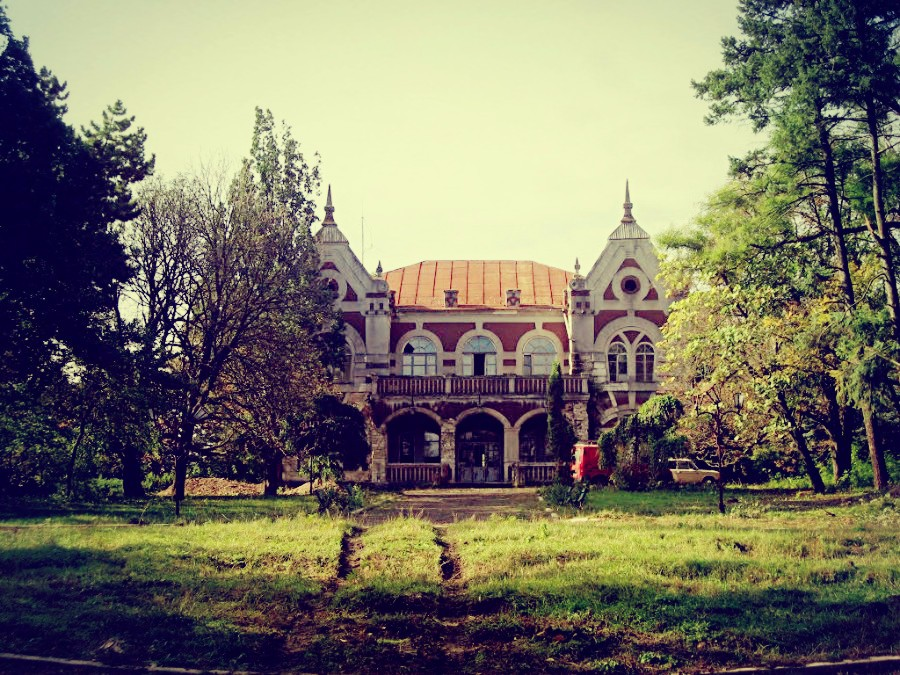
Panoramă
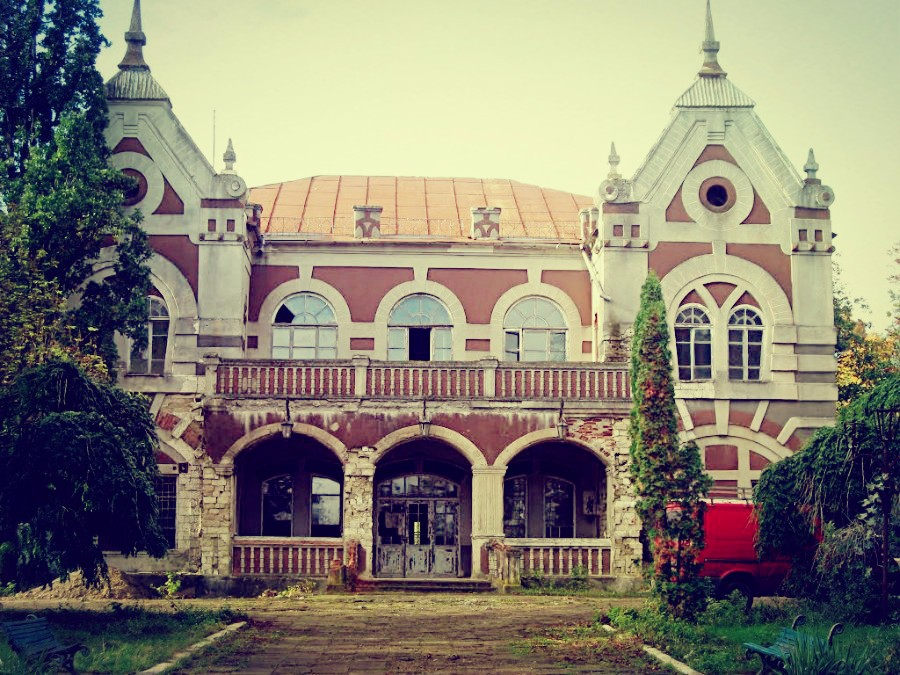
Fațada
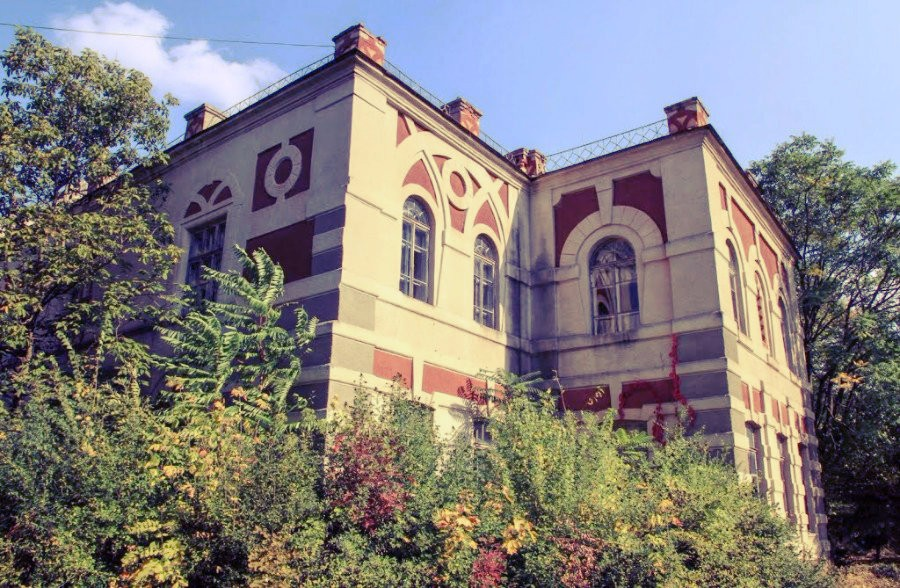
Detaliu
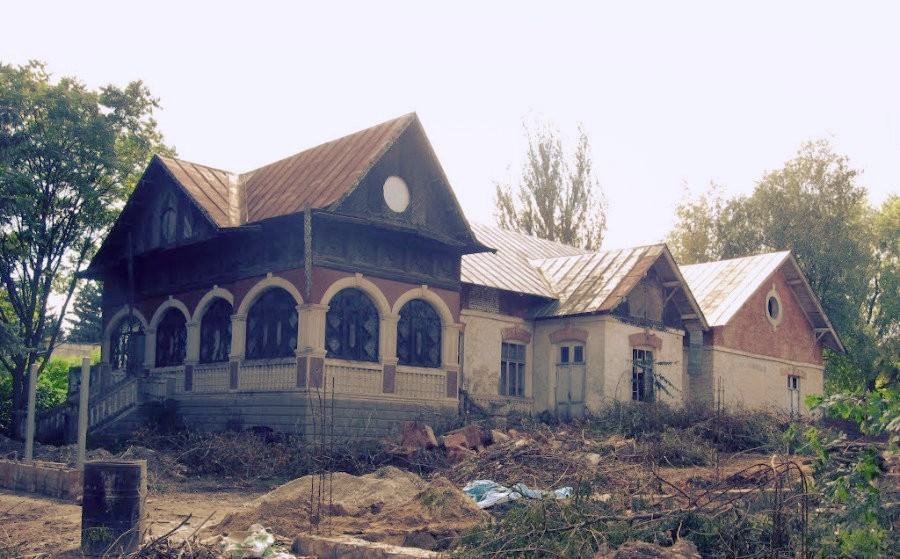
Anexă
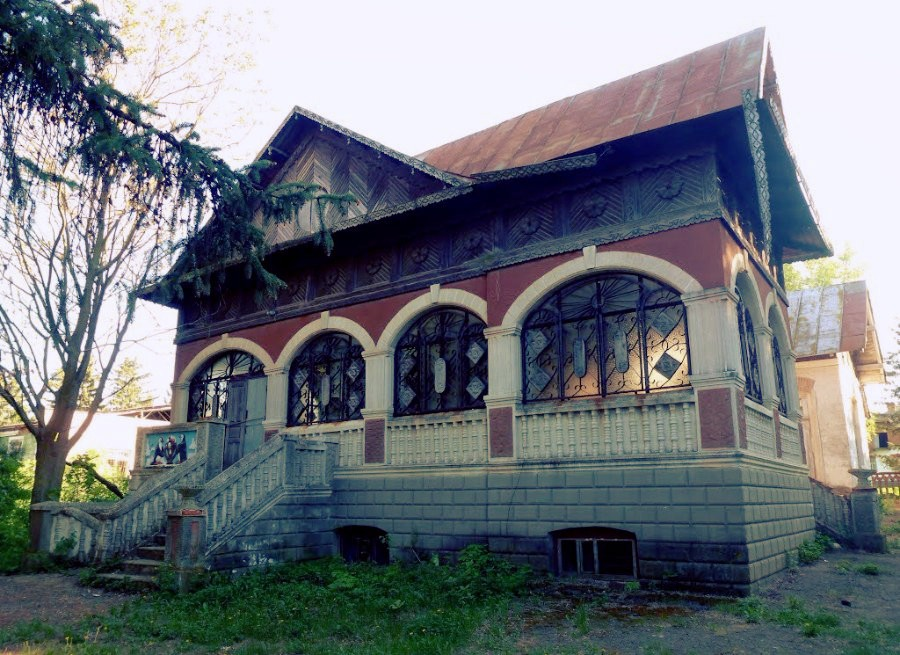
Anexă, detaliu
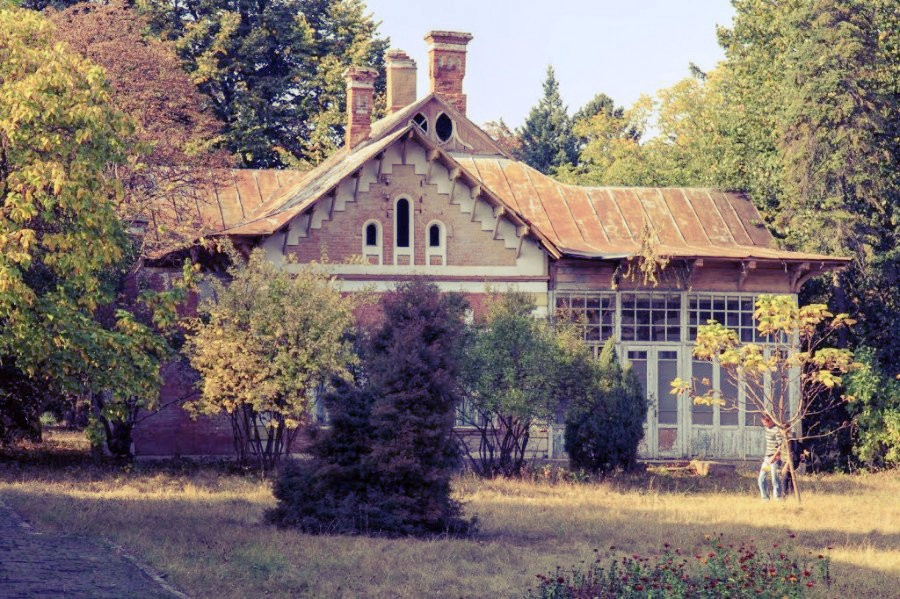
Anexa nr. 2
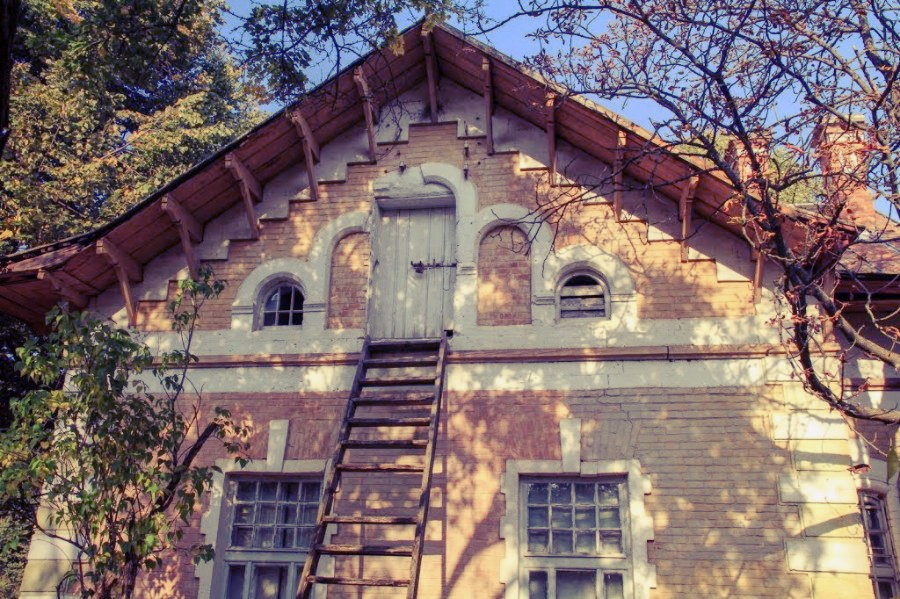
Anexa nr. 2, detaliu
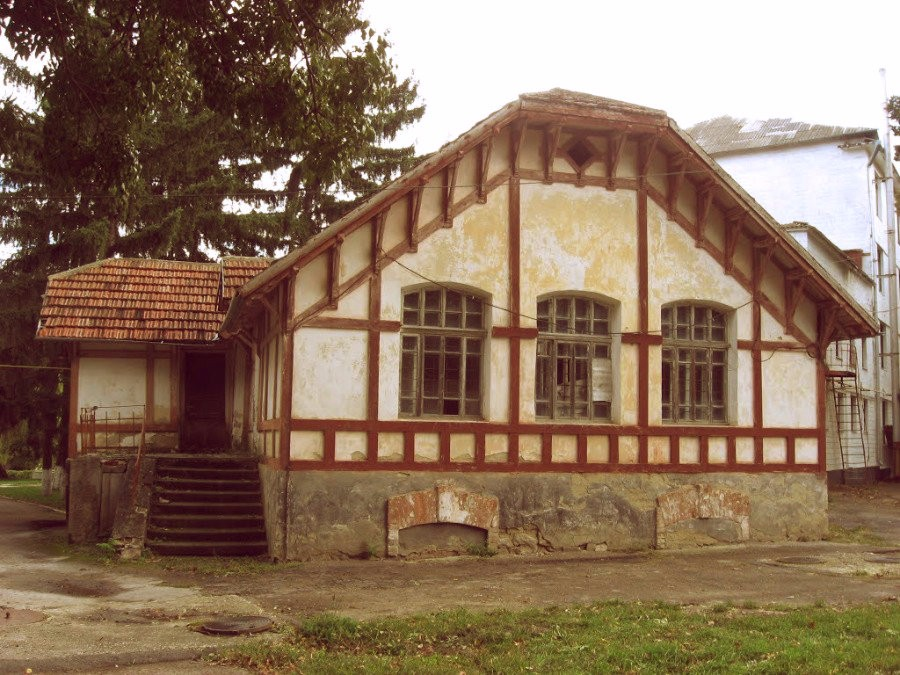
Anexa 3
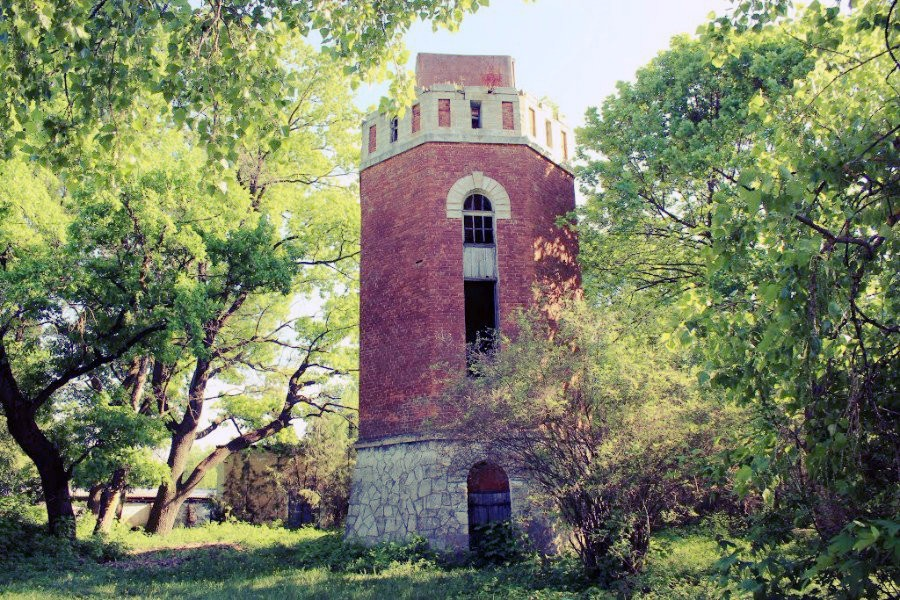
Parcul

## Vezi și
- Lista conacelor din Republica Moldova